# 乃朗寺
乃朗寺，藏语称“乃朗贡巴”（藏語：གནས་ནང་དགོན་པ，威利转写：Gnas nang dgon pa），位于西藏自治区拉萨市堆龙德庆县古荣乡，是一座藏传佛教噶玛噶举派寺院。

## 简介
乃朗寺，汉语又译“乃囊寺”、“奈囊寺”，位于拉萨市堆龙德庆县境内，堆龙德庆县驻地以西的楚布寺东面。乃朗寺由噶玛噶举派红帽系活佛（即夏玛巴）第一辈扎巴僧格于1333年创建。该寺原来是噶玛噶举派红帽系的主寺，后来变为红帽系中的旁支巴吾活佛的主寺。
扎巴僧格（1283年－1349年），意为“名狮”，是噶玛噶举派黑帽系（即噶玛巴）第三世活佛让琼多杰的得意弟子，因为曾获元朝帝室成员赠与一顶红帽，其传承遂称“噶玛噶举红帽系”。因他诞生在有利于波地方夏氏家族的旺古支族中，故他又被称作“旺古热巴”。13岁时，他拜至尊柯瓦的弟子洛哲扎巴为师，接受优波塞戒。17岁时，他从上师益西僧格出家为僧，听讲《俱生》、《觉莫舍生法初生要义》，经过修习生起特别的温火，故人称“章谷热巴” （意为“章火单衣师”）。26岁时，拜楚布寺让琼多杰为师，依止轨范师楚仁学习《密集灌顶》教法，依止索南僧格学得“五大灌顶法”，依止邬玛巴学得《胜，工乐》与《喜金刚》灌顶法。后来，他师从喇曲巴·绛央释迦循和洛哲聪科上师学习《慈氏五论》、《量决定论》等等噶举派教法，通晓《般若波罗蜜多经》。30岁时，他向上师让琼多杰学得《六法导释》。后来，他赴前藏，向绛生嘉耶学得《六支瑜伽导释》，向译师罗哲丹巴学得《胜义念修法》和《成就法海》。1333 年（藏历第五绕迥之水鸡年），扎巴僧格创建乃朗寺。自此，乃朗寺成为噶玛噶举派红帽系的主寺。让琼多杰在北京时，曾致信让扎巴僧格去住持德钦登寺，但扎巴僧格没有遵师命，仍常住乃朗寺。扎巴僧格有许多弟子，其中以雅第班钦（1299年－1378年）最有名。雅第班钦曾创建了一座名为“艾瓦木”的寺庙。
乃朗寺原为噶玛噶举派红帽系活佛（夏玛巴）的坐床处。五世达赖罗桑嘉措时，将洛扎拉隆寺强逼改宗格鲁派，为安置拉隆寺的噶玛噶举派红帽系的旁支“巴吾活佛”，才分出乃朗寺作为巴吾活佛的世代坐床处。
《番僧派源考》记载：前辈乃朗仓呼图克图，名祖拉克嘉木磋（另有说法认为却旺伦珠为第一辈），在楚尔普尔本底隆地方出生，年63岁圆寂。二辈乃朗仓呼图克图，名祖拉克滚都桑布，在洛扎克地方出生，年35岁圆寂。三辈乃朗仓呼图克图，名成烈嘉木磋，在后藏所属咙地方出生，年18岁圆寂。四辈乃朗仓呼图克图，名祖拉湍珠布，在曲水泽雅地方出生，年18岁圆寂。五辈乃朗仓呼图克图，名祖拉克嘎瓦（即祖拉陈瓦，另有说法认为他是第二世巴吾活佛（旧译“巴俄活佛”）），在德尔格温堆地方出生，年63岁圆寂。另据《西藏历史文化辞典》载，祖拉陈瓦（1503年－1566年）为知名历史学家，出生后不久便被确认为噶玛噶举派乃朗寺巴吾活佛的转世灵童，后来师从噶玛噶举派黑帽系（噶玛巴）第八世活佛弥觉多吉学习佛法。他经过十年学习，终成通晓大小五明的高僧。他著述很多，主要著作有八行论大疏、历算数学论、佛教史等等，其中历史学名著《贤者喜宴》最著名。自祖拉陈瓦开始，巴吾活佛系统改以洛扎的拉隆寺作为主寺。五世达赖时，将拉隆寺改为格鲁派寺院，巴吾活佛系统被迫重新以乃朗寺作为主寺。
改革开放后，乃朗寺重新成为巴吾活佛的主寺，为喇嘛寺。
2011年2月20日，中共拉萨市委副书记、拉萨市人大常委会主任洛桑旦巴，在中共拉萨市委统战部、拉萨市民族宗教事务局有关领导的陪同下，代表中共拉萨市委、拉萨市人大、拉萨市人民政府、拉萨市政协看望了色拉寺桑洛康参的第七世热振活佛、达隆寺的夏仲活佛、乃朗寺的巴吾活佛。
2012年5月29日，中共拉萨市委副书记、拉萨市人大常委会主任洛桑旦巴，在中共拉萨市委常委、统战部部长达娃，拉萨市副市长计明南加，中共堆龙德庆县委主要领导人的陪同之下，到堆龙德庆县看望了第十一世巴吾活佛。

## 乃朗日追
乃朗日追原是一座尼姑寺，属于格鲁派，为色拉寺的属寺。据说被视为空行母的尼姑Jetsün（或Khachö）Dröldor Wangmo（藏語：{{{1}}}，威利转写：Rje btsureen nam mkha' spyod sgrol rdor dbang mo）创建了该尼姑寺。该尼姑寺在这第一位尼姑及其转世者在世的时期获得了很大发展，但其后该寺因尼姑不再转世而衰落。此后，该寺归属卡多日追。第三世卡多活佛Khardo Rikdzin Chökyi Dorjé（藏語：{{{1}}}，威利转写：Mkhar rdo sku phreng gsum pa rigs' dzin chos kyi rdo rje）将该寺作为他的退居之地，并且重建了尼姑寺。随后，在十三世达赖的指挥下，1930年该寺的尼姑与乃古东日追的喇嘛对换，乃古东日追成了尼姑寺，而乃朗日追成了喇嘛寺。
1959年之后，该寺被关闭，并成为一片废墟。改革开放后，一些原来乃朗日追的尼姑以及其中一位尼姑的年长的父亲一起回到该寺，在该寺旧址上搭小棚修行。